# Milan Hlavačka
Milan Hlavačka (ur. 7 maja 1955 w Berounie) – czeski historyk, specjalizujący się w dziejach politycznych, społecznych i gospodarczych monarchii habsburskiej i ziem czeskich oraz w historii transportu.

## Życiorys
Po ukończeniu gimnazjum w Hořovicach studiował w latach 1974–1979 historię z germanistyką na Wydziale Filozoficznym Uniwersytetu Karola w Pradze. W 1982 r. uzyskał tytuł PhDr., a w 1985 r. obronił pracę w Instytucie Historii Czechosłowackiej i Powszechnej Czechosłowackiej Akademii Nauk i uzyskał tytuł kandydata nauk (CSc.). W tej instytucji pracował do 1991, kiedy przeszedł na Uniwersytet Karola, gdzie w 1995 habilitował się w zakresie czeskiej historii. W 2006 został mianowany profesorem historii czeskiej. Od 2007 pracuje na Wydziale Filozoficznym Uniwersytetu Karola jako dyrektor Instytutu Historii Czech. Od 1999 pracuje także w Instytucie Historii Akademii Nauk Republiki Czeskiej, gdzie kieruje wydziałem historii XIX wieku.

## Publikacje
- Podivná aliance. Praha: Mladá fronta, 1987, 214 s.
- Dějiny dopravy v českých zemích v období průmyslové revoluce. Praha : Academia 1990, 180 s.
- Jubilejní výstava 1891. Praha : Techkom 1991, 152 s.
- Cestování v éře dostavníků. Všední den na středoevropských cestách. Praha : Argo 1996, 137 s.
- Karel Albrecht. Příběh druhého zimního krále. Praha : Akropolis 1997, 155 s.
- Trojspolek : německá, rakousko-uherská a italská zahraniční politika před první světovou válkou. Praha : Libri 1999 (zmienione wydanie Podivné aliance z 3% współautorstwem M. Pečenky), 280 s.
- Svět české samosprávy 1862 – 1914. Praha : Libri 2005